# يونوت كريستيان ستانكو
يونوت كريستيان ستانكو (بالرومانية: Ionuț Stancu)‏ (17 يناير 1983 في رومانيا - ) هو لاعب كرة قدم روماني في مركز قلب الدفاع. لعب مع رابيد بوخارست وسي إس باندوري تارغو جيو ويونيفرسيتاتيا كرايوفا وCSM Caransebeș ‏ ونادي يونيفيرسيتاتيا كرايوفا وAFC Rocar București ‏ ونادي ميوفيني ‏ وFC Olt Slatina ‏ وبوليتنيكا ياشي.

## وصلات خارجية
- يونوت كريستيان ستانكو على موقع قاعدة بيانات كرة القدم.إي يو (الإنجليزية)
- يونوت كريستيان ستانكو على موقع Soccerway.com (الإنجليزية)